# 山口喜司
山口 喜司（やまぐち よしじ、1946年1月17日-）は、大分県宇佐市江須賀出身の元プロ野球選手（投手・外野手）。左投げ左打ちであった。

## 来歴・人物
大分県立中津東高等学校から大分鉄道管理局と陸上自衛隊西部を経て、1968年のドラフト3位で広島東洋カープに入団。投手経験は自衛隊入隊ごろからで、一年と浅かったが、柔かい手首を利してのスピードボールはすでにスカウト間で高い評価をしていた。自衛隊からのプロ入りは小平誠司につぎ二人目で、山口はその小平と短期間ではあるがバッテリーを組んだこともある。武器はストレートとシュート。プロ入り後、野手に転向した。
一軍戦には1試合に代打で出場、1打席凡退の成績しか残せず、3年で引退した。

## 詳細情報

### 年度別打撃成績
| 年 度     | 球 団     | 試 合 | 打 席 | 打 数 | 得 点 | 安 打 | 二 塁 打 | 三 塁 打 | 本 塁 打 | 塁 打 | 打 点 | 盗 塁 | 盗 塁 死 | 犠 打 | 犠 飛 | 四 球 | 敬 遠 | 死 球 | 三 振 | 併 殺 打 | 打 率 | 出 塁 率 | 長 打 率 | O P S |
| --------- | --------- | ----- | ----- | ----- | ----- | ----- | -------- | -------- | -------- | ----- | ----- | ----- | -------- | ----- | ----- | ----- | ----- | ----- | ----- | -------- | ----- | -------- | -------- | ----- |
| 1971      | 広島      | 1     | 1     | 1     | 0     | 0     | 0        | 0        | 0        | 0     | 0     | 0     | 0        | 0     | 0     | 0     | 0     | 0     | 0     | 0        | .000  | .000     | .000     | .000  |
| 通算：1年 | 通算：1年 | 1     | 1     | 1     | 0     | 0     | 0        | 0        | 0        | 0     | 0     | 0     | 0        | 0     | 0     | 0     | 0     | 0     | 0     | 0        | .000  | .000     | .000     | .000  |

### 背番号
- 58 （1969年 - 1970年）
- 45 （1971年）